# Tha Vicious
Tha Vicious [da∫vissioise] est un label discographique togolais, basé à Lomé. 

## Histoire
Tha Vicious est fondé en 2014 par Joel Ajavon, et fait partie du groupe Zebegang . Étant basé à Lomé, il se fait connaitre pour avoir produit musicalement l'album de 13 janvier de Fofo Skarfo et celui des artistes comme Mic Flammez, El Miliaro, Lauraa, Peewii et Pikaluz. Son slogan est Your boy vicious.

## Discographie

### Singles
- 2012 : Gueze de Mic Flammez feat. El Miliaro, Lauraa et Peewii[4].

## Distinctions
- 2020 : Gnadoe Man/Woman par Gnadoe Magazine Awards[5].
- 2020 : Meilleur Beatmaker par All Music Awards à la 17e édition [6].
- 2019 : Meilleur Beatmaker par All Music Awards[7],[8].